# Petr Čech
Petr Čech (født 20. maj 1982 i Plzeň) er en tjekkisk tidligere fodboldmålmand, der i en stor del af sin karriere som aktiv spiller spillede for den engelske Premier League-klub Chelsea F.C.. Efter 9 år i Chelsea, hvor han satte flere rekorder, skiftede han til en anden London-klub, Arsenal F.C.

## Ungdomskarriere
Čech startede med at spille fodbold som 7-årig i FK Viktoria Plzeň. Den gang spillede Čech som angriber, men blev senere målmand. Čech spillede for FK Viktoria Plzeň i 10 år, det vil sige indtil han var 17 år. Herefter skiftede han til Blšany og blev senior spiller.

## Klubkarriere

### FK Chmel Blšany
I juni 1999 skiftede Čech til FK Chmel Blšany i hjemmelandet. 
I oktober 1999 fik Čech sin liga debut i et 3-1 nederlag imod Sparta Prag. Det blev til 27 ligakampe for den unge tjekke indtil han i 2001 blev solgt.

### AC Sparta Prag
I januar 2001 skiftede den 18-årig målmand til Sparta Prag. Her skrev Čech under på en 5-årig kontrakt. 
I november 2001 fik Čech rekorden for den målmand i den Tjekkiske Liga der havde holdt ren bur i længst tid. Den gamle indehaver af rekorden, Theodor Reimann, havde holdt buret rent i 855 spilleminutter. Den 17. november 2001 blev der scoret på den 18-årige keeper og hans imponerende rekord som 18-årig blev til 903 spilleminutter med rent bur. Sparta Prag vandt ikke ligaen, og han skiftede efterfølgende til fransk fodbold, efter 27 ligakampe på en sæson for Sparta Prag.

### Stade Rennais FC (Rennes)
I juli 2002 skrev Čech under på en 4-årig aftale med klubben, som havde betalt 150 millioner tjekkiske koruna (ca. 40 mio. kr.) for den unge tjekker.
I sin første sæson i klubben blev Čech man of the match imod Paris Saint-Germain kåret af det franske sportsblad L'Équipe. Han blev i 2004 efter 70 ligakampe for Rennes, solgt til Chelsea F.C.

### Chelsea F.C.
Det var daværende træner Claudio Ranieri der købte Čech i sommeren 2004. Čech skrev under på en 5-årig kontrakt som kostede Chelsea £7 millioner. Daværende førsteholdsmålmand Carlo Cudicini var ved at være oppe i alderen, og Čech blev købt som en erstatning for Cudicini. Dette blev regnet som Chelseas dyreste målmands køb nogensinde. 

### 2005 - 2006
I denne sæson blev Chelsea engelske mestre med Čech på mål i 34 kampe. Han lukkede 22 mål ind. 
I januar 2006 blev Čech kåret som Verdens bedste målmand. Måneden efter skrev Čech under på en ny kontrakt med sin klub som ville udløbe i 2010. I februar blev kåret til den bedste tjekkiske målmand i 2006. 

### 2006 - 2007
Den 27. juni 2006 skulle Čech opereres for en skulderskade. Čech fik sin debut præcis to måneder efter operationen den 27. august 2006.

### 2006 - 2007 alvorlig hovedskade
Den 14. oktober 2006 spillede Chelsea imod Reading med Čech på mål. I første minut af kampen havde Čech en duel med Stephen Hunt, hvor begge hoppede efter bolden, og det endte med, at Čech fik Hunt's støvleknopper i hovedet. Dette resulterede i et slemt kraniebrud og en kraftig hjernerystelse. Siden denne affære fandt sted, har Čech spillet iført en hjelm som beskytter hans hoved. Manager José Mourinho skældte herefter ud på Hunt, som heller ikke havde givet Čech nogen undskyldning:  Hunts tackling med knopperne var en skændsel. Han er heldig, at Čech stadig er i live.
Efter han i 10 dage havde været indlagt vendte han den 24. oktober 2006 hjem igen. Chelsea meddelte, at Čech ville være ude i yderligere tre måneder grundet hans behandling af skaden. 
Čech sagde i et interview med Chelsea TV af han intet kunne huske fra kampen.

### 2006 - 2007 retur fra hovedskade
Čech fik sin comeback imod Liverpool den 20. januar 2007, som endte med et nederlag på 2-0 til Chelsea. Čech stod på mål iført en rugby hjelm, også kaldt Scrum cap på engelsk, som beskytter hovedet. Senere i sæsonen spillede Čech 810 Premier League spilleminutter uden at indkassere et eneste mål. Den 11. april 2007 blev Čech kåret som Månedens Spiller i Premier League. Han var den første målmand i syv år til at få præmien. 

### 2008 og opefter
I juli 2008 skrev Čech under på en ny 5-årig kontrakt med sin klub som udløb i 2013. 
I marts 2009 skulle FC Barcelona ifølge Čechs agent, Pavel Zika, havde været interesseret i spilleren. Han afviste dog også alle muligheder for et skifte, da Čech var tilfreds i Chelsea.
Han blev udnævnt til "Verdens bedste målmand" i 2005.
I september 2011 havde Čech endnu et sammenstød, denne gang med Fulhams Orlando Sa. Čech stødte sammen med Orlando Sa og beskriver det selv som; Mit hoved røg tilbage, lidt ligesom når en bokser tager imod et højre hook. Hvad der skete, ved jeg ikke. 
Han var også meget taknemmelig over sin hjelm, som han mente havde redet ham for endnu en hovedskade: Jeg tror, hjelmen tog det meste af stødet.. Čech blev senere scannet, og intet viste sig at være unormalt. 
Februar 2013 blev Čech endnu en gang skadet, denne gang havde han brækket sin finger. Čechs brud på fingeren faldt i en kamp imod Newcastle United. En måned forinden havde Čech nogle problemer med læggen som også holdt ham ude et par kampe. Og kort inden denne skade havde Čech også haft en lyskeskade som havde holdt ham ud i 2-3 uger.
Den 19. oktober 2013 spillede Čech sin kamp nummer 300 for klubben, i en 4-1 sejr over Cardiff City.
Den 1. januar 2014 holdt Čech buret rent for 208. gang, og slog dermed rekorden for flest rene bure for Chelsea. Den gamle indehaver af rekorden var Peter Bonetti som spillede for Chelsea fra 1960 til 1975. 
Čech har en rekord for 1125 minutter uden at lukke et eneste mål ind. Han har også en anden rekord hvor han ikke har lukket et mål ind i 15 Premier League kampe. Hans rekord med 1125 minutter uden et eneste mål lukket ind blev dog slået af den hollandske målmand Edwin van der Sar.
Arsenal F.C.
Petr Čech skiftede i 2015 til Chelsea-rivalen fra Nordlondon, Arsenal. Čech var i 2017 med til at vinde den engelske pokalturnering, FA Cuppen, for 13. gang i Arsenals historie. Petr Čech stoppede sin fodboldkarriere i Arsenal efter Europa League-finalen i 2019, hvor Arsenal tabte med 1-4 til Chelsea F.C.

## Landshold
Čech har i mange år været førstevalg som målmand på Tjekkiets fodboldlandshold og var en af holdets nøglespillere både under EM 2004, VM 2006 og igen under EM 2008. 
Čech har spillet for adskillige ungdomslandshold. 
I marts 2013 spillede Čech sin kamp nummer 100 for landsholdet. Efter EM i 2016 bebudede han, at landsholdskarrieren er slut for ham efter 124 kampe.

## Personlige liv
Čech har to søstre ved navn Markéta og Šárka. Čechs bror, Michal, døde som 2-årig efter at have haft infektion på et ukendt legemsdel. Han døde på hospitalet. 
I juni 2003 giftede Čech sig med tjekkiske Martina Dolejšová som er født i 1982. Parret har to børn, Adéla der blev født den 23. januar 2008 samt en søn Damián, der blev født i juni 2009. Begge er født i Tjekkiet. 

## Eksterne henvisnnger
- Wikimedia Commons har flere filer relateret til Petr Čech